# Подиум
Подиум (от латински: podium, от гръцки: πόδεων, πόδι — нога, стъпало, ходило) е платформа, която служи за повдигането на човек, сграда или предмет на определено разстояние над околността.
В архитектурата, сграда може да бъде поставена на голям подиум, заформен от тераса или цокълен етаж. В този контекст се говори за „цокъл“, „подиум“ или „плинт“. Един пример от древната сакрална архитектура е римският тип „подиум храм“.
По-малки подиуми се използват на закрито за повдигане на определен човек в дадена група, като например диригент на оркестър или оратор на публична реч при обществени събития, митинги. Едностепенно или многостепенно извишаване на пода във вътрешността на дадена сграда е известно още като „естрада“ и служи например като място за поставяне на трон или олтар.
Един общ вид на подиума се използва за награждаване на медалисти в спортни събития като Oлимпийските игри. При награждаването на победителите в спортни събития, се използва подиум на три нива, като на най-високото място в центъра се качва златния медалист, на малко по-ниското е носителят на сребърен медал, а на най-ниското е бронзовият призьор. Подобни подиуми се използват и в моторните спортове (например Формула 1, Индикар, НАСКАР), където първите трима, завършили състезанието получат своите трофеи. Забележителни изключения са мястото за награждаването на победителите в Голяма награда на Монако и Инди 500, където награждаването става директно на пистата.

Подиумите трябва да допринасят и за видимостта на регулировчиците на уличното движение. За да не затрудняват движението при незает пост от полицай, те често могат да бъдат снижавани на приземно равнище.
- Античен храм върху подиум: Мезон Каре в гр. Ним
- Естрада с трон в „Залата на Петър Велики“ (Малка тронна зала) в Зимния дворец в Санкт-Петербург.
- Подиум на победителите на Континенталната купа по ски скок от 2009-2010 г.: 1-во място: Даниела Ирашко-Щолц; 2-ро място: Улрике Греслер; 3-то място: Анет Заген.
- Подиум с победителя и неговите подгласници, в състезанието за Голямата награда на САЩ от Формула 1, 2007 година.
- Снижаващ се подиум на пътен регулировчик в Рим, 2006 г.